# Crotalaria lachnocarpoides
Crotalaria lachnocarpoides är en ärtväxtart som beskrevs av Adolf Engler. Crotalaria lachnocarpoides ingår i släktet sunnhampor, och familjen ärtväxter. Inga underarter finns listade i Catalogue of Life.